# 로망스 칸타빌레 (베토벤)
《플루트, 바순, 피아노와 관현악을 위한 로망스 칸타빌레 마단조, Hess 13 (WoO 207)》은 루트비히 판 베토벤에 쓰인 작품이다.

## 개요
베토벤이 10대 중반이었을 때인 1786년에 쓰인 것으로 추정된다. 악보는 베토벤의 사후인 1952년에 윌리 헤스의 보필을 거쳐, 비스바덴의  브라이트코프 운트 헤르텔 출판사에 의해 출판되었다. 작품은 플루트, 바순, 피아노와 관현악을 위한 신포니아 협주곡의 일부로 추정되며, 이러한 특이한 조합은 본의 폰 베스터홀트-기젠베르크 가족을 위해 쓴 것으로 여겨진다. 베스터홀트 가족을 위해 쓴 또 다른 작품으로는, 《피아노, 플루트, 바순을 위한 삼중주 사장조, WoO 37》이 있다.